# Do You Love Me
Do You Love Me é um filme musical estadunidense de 1946, dirigido por Gregory Ratoff, e estrelado por Maureen O'Hara e Dick Haymes.

## Elenco
- Maureen O'Hara como Katherine 'Kitten' Hilliard
- Dick Haymes como Jimmy Hale
- Harry James como Barry Clayton
- Reginald Gardiner como Herbert Benham
- Richard Gaines como Ralph Wainwright
- Stanley Prager como Jay Dilly
- Betty Grable como fã de Barry no táxi[2]